# یواس‌اس اس‌سی-۳۸
یواس‌اس اس‌سی-۳۸ (به انگلیسی: USS SC-38) یک زیردریایی بود که طول آن ۱۱۰ فوت (۳۴ متر) بود. این زیردریایی در سال ۱۹۱۸ ساخته شد.